# Supercopa de Bahrain de futbol
La Supercopa de Bahrain de futbol és una competició futbolística de Bahrain. És organitzada per l'Associació de Futbol de Bahrain.

## Historial
Font:
- 2003: Al-Ahli 2-1 Al-Muharraq SC
- 2004: Al-Shabab 2-1 Busaiteen Club
- 2005: Al-Muharraq SC 1-0 Al-Shabab
- 2006: Al-Muharraq SC 3-2 Al-Najma
- 2007: Al-Najma 3-2 Al-Riffa SC
- 2008: Al-Najma 1-0 Busaiteen Club
- 2009-12: No es disputà
- 2013: Al-Muharraq SC 2-1 Busaiteen Club
- 2014: East Riffa SCC 1-1 (6-5 pen.) Al-Riffa SC
- 2015: Hidd SCC 1-1 (6-5 pen.) Al-Muharraq SC
- 2016: Hidd SCC 1-0 Al-Muharraq SC
- 2017: Manama SC 1-1 (4-2 pen.) Malkiya SCC
- 2018: Muharraq SC 2-2 (4-3 pen.) Al-Najma SCC
- 2019: Riffa SC 1-1 (5-3 pen.) Manama SC